# نورمان مولر
نورمان مولر (بالألمانية: Norman Müller)‏ هو منافس ألعاب قوى ألماني، ولد في 7 أغسطس 1985 في أيسليبن في ألمانيا.

## وصلات خارجية
- نورمان مولر على موقع الاتحاد الدولي لألعاب القوى (الإنجليزية)